# Municipio de Rosefield (Dakota del Norte)
El municipio de Rosefield (en inglés: Rosefield Township) es un municipio ubicado en el condado de Eddy en el estado estadounidense de Dakota del Norte. En el año 2010 tenía una población de 33 habitantes y una densidad poblacional de 0,36 personas por km².

## Geografía
El municipio de Rosefield se encuentra ubicado en las coordenadas 47°37′10″N 99°11′32″O / 47.61944, -99.19222. Según la Oficina del Censo de los Estados Unidos, el municipio tiene una superficie total de 90.93 km², de la cual 90,56 km² corresponden a tierra firme y (0,4 %) 0,37 km² es agua.

## Demografía
Según el censo de 2010, había 33 personas residiendo en el municipio de Rosefield. La densidad de población era de 0,36 hab./km². De los 33 habitantes, el municipio de Rosefield estaba compuesto por el 96,97 % blancos, el 3,03 % eran asiáticos. Del total de la población el 0 % eran hispanos o latinos de cualquier raza.